# Dibolia magnifica
Dibolia magnifica is een keversoort uit de familie bladkevers (Chrysomelidae). De wetenschappelijke naam van de soort werd in 1950 gepubliceerd door Har. Lindberg.